# Notobuxus cordata
Notobuxus cordata är en buxbomsväxtart som beskrevs av A. Radcliffe-smith. Notobuxus cordata ingår i släktet Notobuxus och familjen buxbomsväxter. Inga underarter finns listade i Catalogue of Life.